# روزی روزگاری (فصل ۲)
فصل دوم مجموعه روزی روزگاری در ۱۰ می ۲۰۱۲ اعلام شد و در ۳۰ سپتامبر ۲۰۱۲ پخش شد و در ۱۲می ۲۰۱۳ به پایان رسید.
داستان این مجموعه دربارهٔ معرفی جادویی است که پوست چروکین/آقای گلد وارد استوری بروک کرده‌است و باعث شده سرنوشت هردو دنیای واقعی و افسانه‌ای بهم گره بخورد و خطرات جدیدی ایجاد شود. بعلاوه، پوست چروکین مکان پسرش را پیدا می‌کند و می‌فهمد او پدر هنری میلز است. غریبه‌هایی به نام‌های گرگ مندل و تامارا به استوری بروک می‌رسند تا جادو و شهر را حذف کنند ولی نهایتاً نمی‌توانند استوری بروک را نابود کنند. شخصیت‌های جدیدی در این فصل معرفی می‌شوند؛ مانند بلفایر (پسر پوست چروکین) با نام مستعار نیل کسیدی که پدر هنری میلز است، کاپیتان کیلان هوک جونز، شاهزاده آئورا، مولان، شاهزاده فیلیپ، رابین هود و خانواده دارلینگ.
قسمت اول فصل ۱۱٫۳۶میلیون نفر بیننده داشت و ازبین افراد ۱۸–۴۹ساله رتبه ۳٫۹ از ۱۰ را کسب کرد. این ارقام در فوریه ۲۰۱۳ تا ۷٫۰۸میلیون نفر تنزل کرد ولی در طول ادامه فصل بالای ۷میلیون باقی ماند. نهایتاً قسمت آخر فصل ۷٫۳۳میلیون نفر بیننده و رتبه ۲٫۳ از ۷ را داشت.

## داستان
بعد از اینکه نفرین توسط اما سوان شکسته شد، ابر کبودی که توسط آقای گلد جادو را به استوری بروک آورده بود، پاکسازی می‌شود و ساکنین به عنوان خود واقعیشان دور هم جمع می‌شوند. در دنیای افسانه‌ها، شاهزاده آرورا (سارا بولگر) با شاهزاده فیلیپ (جولین موریس) بیدار می‌شود ولی فیلیپ و همراه جنگجویش، مولان (جیمی چانگ)، باید شبحی مرگ بار روبرو شوند. اما، سفیدبرفی/مری مارگارت و شاهزاده چارمینگ/دیوید سعی می‌کنند اجازه ندهند شبح، روح رجینا را بگیرد. درهرحال، اما و مری مارگارت با کلاه کلاه ساز دیوانه به بخشی از جنگل سحرآمیز فرستاده می‌شوند. ساکنین آنجا از نفرین در امان بوده‌اند. آن‌ها با آئورا و مولان همراه می‌شوند تا به استوری بروک برگردند. در راه، با کورا (باربارا هرشی)، مادر ملکه شیطانی/رجنیا، ملاقات می‌کنند. او هم با کاپیتان هوک همراه می‌شود تا راه سفر به استوری بروک را بیابد.
در همین زمان، در استوری بروک، رجینا به هنری قول می‌دهد از جادو استفاده نکند تا ادم بهتری شود. دیوید کلانتر شهر می‌شود و سعی می‌کند راهی برای همراه شدن با برفی و اما پیدا کند. نهایتاً سعی می‌کند با نفرین خواب و از راه رؤیا با مری مارگارت ارتباط برقرار کند. بعداً وقتی مری مارگارت و اما با جادو از جنگل سحرآمیز برمی گردند، دیوید با بوسه عشق واقعی بیدار می‌شود. کورا و هوک هم به استوری بروک می‌رسند تا زندگی رجینا را نابود کنند و پوست چروکین را بکشند.

## بازیگران
- جنیفر گودوین درنقش سفیدبرفی / مری مارگارت بلنچارد
- جنیفر موریسون درنقش اما سوان
- لانا پاریلا درنقش ملکه شیطانی / رجینا میلز
- جاش دالاس درنقش شاهزاده چارمینگ / دیوید نولان
- امیلی دی راوین درنقش بل / لیسی
- کالین اودانهیو درنقش کاپیتان کیلان هوک جونز
- جرد اس. گیلمور درنقش هنری میلز
- مگان اری درنقش شنل قرمزی / روبی
- رابرت کارلایل درنقش پوست چروکین / آقای گلد